# Арендт, Николь
Николь Арендт (англ. Nicole J. Arendt; родилась 26 августа 1969 года в Сомервилле, США) — американская профессиональная теннисистка.
- Победительница 2 парных чемпионатов мира WTA (1996-97).
- Финалистка 3 турниров Большого шлема (1 — в женском парном разряде и 2 — в миксте).
- Полуфиналистка 6 турниров Большого шлема в женском парном разряде.
- Победительница 16 турниров WTA в паре.
- Экс-3-я ракетка мира в парном рейтинге.
- Полуфиналистка 1 юниорского турнира Большого шлема в парном разряде (Уимблдон-1987).

## Общая информация
Николь — одна из трёх детей Фолькера и Ульрике Арендтов. У неё есть сестра Беатрикс и брат Вольфрам. Никто в семье Арендтов напрямую не связан с теннисом: Фолькер — химик, Ульрике — образовательный консультант, Беатрикс — аналитик в специализированном архиве, а Вольфрам — архитектор.
Николь в теннисе с 9 лет.
Арендт владеет немецким и английским языками.

## Спортивная карьера
Спортивная карьера американки в первые годы, в основном, проходила в Новом свете: Николь активно играла сначала различные юниорские, а затем и взрослые турниры. Достаточно быстро приходят определённые успехи: по старшим юниором Арендт сыграла считанное число турниров, но отметилась полуфиналом в парном турнире Уимблдона-1987; по взрослым американка играет более результативно и уже в свой первый сезон выигрывает свой дебютный профессиональный титул в одиночном разряде (10-тысячник на хардовом покрытии), а также получает приглашение от USTA сыграть в отборе к US Open. Уроженка штата Нью-Джерси оправдывает доверие национальной федерации и выиграв один за другим четыре матча пробивается во второй круг основы. Удачная серия позволяет Николь завершить год в Top200, однако в следующие два сезона подобные результаты не удаётся не только улучшить, но и подтвердить. После нескольких осечек Арендт принимает решение прервать карьеру и поступить в университет, выбрав Университет Флориды. Три года учёбы по спортивной стипендии успешно оканчиваются сдачей всех экзаменов, а в теннисной лиге NCAA она одерживает большое число разнообразных побед, в том числе выиграв студенческий чемпионат страны среди женских пар (позже американку введут в зал спортивной славы своего университета).
В 1990 году, в свои каникулы, Николь участвовала в нескольких соревнованиях профессионального тура, но полноценное возвращение состоялось лишь в конце весны 1991 года. Соскучившись по серьёзным турнирам американка сравнительно быстро записывает на свой счёт три финала различных соревнований ITF, а также уверенно играет на турнире WTA в Альбукерке, заслужив за всё это приглашение в основу US Open, где ей сходу выпадает испытание в виде действующей второй ракетки мира Моники Селеш. Недавняя студентка, смогшая за лето подняться к границе Top200, проводит матч не слишком удачно и уступает 2-6 0-6. В парном разряде удаётся провести год не менее результативно, а также Арендт добывает свой первый финал турниров WTA: в Скенектади.
В 1992-93 годах американка постепенно стабилизирует свои результаты, пробираясь в Top100. В апреле 1994 года она устанавливает свой рекордный результат на турнирах WTA, выйдя в полуфинал соревнования в Джакарте; затем американка несколько раз повторит этот результат, но в финал подобных турниров так и не выйдет. Параллельно с одиночными турнирами активно играются парные, где Николь пробует играть с разными партнёршами: наиболее удачным оказывается альянс с австралийкой Кристин Редфорд — за пару лет девушки четырежды играют в финалах соревнований весенней азиатской серии, беря два титула. Летом 1994 года интернациональный дуэт добавляет к этом уже два полуфинала — на Уимблдоне (где последовательно пройдены три сеянные пары) и крупном турнире в Монреале.
В дальнейшем одиночный разряд постепенно станет отходить на второй план, но до поры Николь будет держать уровень результатов на уровне первой сотни рейтинга, периодически то подбираясь к границе первой полусотни, то вновь откатываясь в середину второй сотни. В конце 1997 года её начинают донимать боли в руке, приведшие, в итоге, к операции и пропуску целого соревновательного сезона. Вернувшись в 1999 году в профессиональный тур Арендт за несколько месяцев возвращается в Top200, но потерпев несколько болезненных поражений от ближайших соседей по рейтингу (в том числе дважды — в финалах квалификации турниров Большого шлема) она решает в феврале 2000 года сосредоточится на парном теннисе.
В парном разряде в 1995 году создан постоянный дуэт с голландской Манон Боллеграф. Быстро сыгравшись они вскоре становятся одной из сильнейших пар женского тура: за следующие три года они выигрывают множество различных турниров, дважды побеждают на грунтовом Кубке мира в Эдинбурге, выходят в финал Уимблдона и дважды играют в полуфинале основного Итогового турнира. В конце 1997 года стабильность их результатов достигает пика: Николь поднимается в рейтинге на третью строчку, а Манон — на четвёртую. Возможная борьба за лидерство в парном рейтинге в 1998 году заканчивается досрочным поражением — проблемы с рукой у Арендт не позволяют ей выходить на корт ни в каких матчах, а без неё результаты Боллеграф уже не столь высоки.
В 1999 году американка возвращается в тур, воссоединяясь со своей нидерландской партнёршей. Быстро добиться былой результативности игры не удаётся, но на трёх из четырёх турниров Большого шлема девушки доходят до четвертьфиналов, потрепав немало нервов сеянным парам и одержав несколько побед над ними. Через год американка и голландка пытаются попробовать играть с другими партнёршами, но к марту вновь воссоединяются. Эта попытка оказывается удачнее предыдущей: серия стабильных результатов, включившая в себя два финала турниров WTA — в Майами И Гамбурге, позволяет им в третий раз попасть на Итогового турнира, где они в этот раз доходят до титульного матча, в котором уступают Мартине Хингис и Анне Курниковой. В межсезонье Манон завершает игровую карьеру.
В 2001 году американка удерживается на прежнем уровне результатов, регулярно играя в решающих стадиях многих крупных турниров, но постоянной партнёрши так и не находит, несмотря на то, что альянсы сначала с Ай Сугиямой, а затем с Каролиной Вис оказываются весьма конкурентоспособными на любом уровне. На следующий сезон партнёршей американки становится Лизель Хубер: интернациональный дуэт стабильно проводит год, добывая несколько полуфиналов крупнейших турниров. В конце сезона Николь и Лизель отбираются на Итоговое соревнование, но там особо себя не проявляют. В 2003 году, устав от бесконечных путешествий, Арендт завершает карьеру, сыграв за сезон лишь на трёх турнирах.
Успешно играя турниры классических пар, американка участвовала и в соревнованиях смешанных дуэтов. Большинство комбинаций были не слишком удачны, но союз с американцем Люком Дженсеном оказался весьма конкурентоспособным — пара пять раз принимала участие в турнирах Большого шлема и дважды доходила до финала подобных соревнований: в Австралии-96 они уступили Ларисе Савченко и Марку Вудфорду, а затем, в том же году, во Франции — Патрисии Тарабини и Хавьеру Фране.

## Рейтинг на конец года
| Год  | Одиночный рейтинг | Парный рейтинг |
| 2003 |                   | 314            |
| 2002 |                   | 19             |
| 2001 |                   | 10             |
| 2000 |                   | 13             |
| 1999 | 142               | 99             |
| 1997 | 63                |                |
| 1996 | 79                | 26             |
| 1995 | 114               | 45             |
| 1994 | 73                | 87             |
| 1993 | 88                | 157            |
| 1992 | 124               | 276            |
| 1991 | 211               | 236            |
| 1990 | 388               |                |
| 1988 | 461               |                |
| 1987 | 366               |                |
| 1986 | 164               |                |

## Выступления на турнирах

### Выступление в одиночных турнирах

#### Финалы турнировITFв одиночном разряде (7)

##### Победы (4)
| Легенда:         |
| ---------------- |
| 75.000 USD (0)   |
| 50.000 USD (0+1) |
| 25.000 USD (0+4) |
| 10.000 USD (4+3) |

| Титулы по покрытиям | Титулы по месту проведения матчей турнира |
| ------------------- | ----------------------------------------- |
| Хард (2+5)          | Зал (0)                                   |
| Грунт (2+3)         | Зал (0)                                   |
| Трава (0)           | Открытый воздух (4+8)                     |
| Ковёр (0)           | Открытый воздух (4+8)                     |

| №  | Дата           | Турнир               | Покрытие | Соперница в финале    | Счёт           |
| 1. | 20 января 1986 | Сан-Антонио, США     | Хард     | Манон Боллеграф       | 6-3 6-3        |
| 2. | 11 июня 1990   | Леди-Лейк, США       | Грунт    | Ким Барри             | 6-2 6-1        |
| 3. | 27 мая 1991    | Санибель-Айленд, США | Хард     | Мария-Алехандра Венто | 6-1 6-1        |
| 4. | 24 июня 1991   | Гринсборо, США       | Грунт    | Холли Энн Ллойд       | 6-7(0) 7-5 6-3 |

##### Поражения (3)
| №  | Дата            | Турнир              | Покрытие | Соперница в финале   | Счёт       |
| 1. | 3 июня 1991     | Ки-Бискейн, США     | Хард     | Мелисса Маццотта     | 6-7(2) 1-6 |
| 2. | 20 июля 1992    | Дармштадт, Германия | Грунт    | Анна-Мария Фёльденьи | 2-6 6-7    |
| 3. | 10 августа 1992 | Йорк, США           | Хард     | Нана Мияги           | 2-6 4-6    |

### Выступления в парном разряде

#### Финалы турниров Большого шлема в парном разряде (1)

##### Поражения (1)
| №  | Дата | Турнир   | Покрытие | Партнёрша       | Соперницы в финале               | Счёт        |
| 1. | 1997 | Уимблдон | Трава    | Манон Боллеграф | Джиджи Фернандес Наталья Зверева | 2-6 6-3 1-6 |

#### Финалы Итоговых чемпионатовWTAв парном разряде (3)

##### Победы (2)
| №  | Дата | Турнир                   | Покрытие | Партнёрша       | Соперницы в финале               | Счёт           |
| 1. | 1996 | Кубок мира среди пар     | Грунт    | Манон Боллеграф | Джиджи Фернандес Наталья Зверева | 6-3 2-6 7-6(6) |
| 2. | 1997 | Кубок мира среди пар (2) | Грунт    | Манон Боллеграф | Рэйчел Маккуиллан Нана Мияги     | 6-1 3-6 7-5    |

##### Поражения (1)
| №  | Дата | Турнир              | Покрытие | Партнёрша       | Соперницы в финале            | Счёт    |
| 1. | 2000 | Chase Championships | Ковёр(i) | Манон Боллеграф | Мартина Хингис Анна Курникова | 2-6 3-6 |

#### Финалы турнировWTAв парном разряде (32)

##### Победы (16)
| Легенда:                    |
| --------------------------- |
| Турниры Большого Шлема (0)  |
| Итоговый чемпионат года (0) |
| Кубок мира среди пар (0+2)  |
| 1-я категория (0+4)         |
| 2-я категория (0+4)         |
| 3-я категория (0+3)         |
| 4-я категория (0+3)         |
| 5-я категория (0)           |

| Титулы по покрытиям | Титулы по месту проведения матчей турнира |
| ------------------- | ----------------------------------------- |
| Хард (0+9)          | Зал (0+5)                                 |
| Грунт (0+5)         | Зал (0+5)                                 |
| Трава (0)           | Открытый воздух (0+11)                    |
| Ковёр (0+2)         | Открытый воздух (0+11)                    |

| №   | Дата            | Турнир                   | Покрытие | Партнёрша       | Соперницы в финале                    | Счёт           |
| 1.  | 26 апреля 1993  | Джакарта, Индонезия      | Хард     | Кристин Редфорд | Эми де Лоун Эрика де Лоун             | 6-3 6-4        |
| 2.  | 25 апреля 1994  | Джакарта, Индонезия (2)  | Хард     | Кристин Редфорд | Керри-Энн Гюс Андреа Стрнадова        | 6-2 6-2        |
| 3.  | 13 февраля 1995 | Оклахома-Сити, США       | Хард(i)  | Лаура Голарса   | Катрина Адамс Бренда Шульц            | 6-4 6-3        |
| 4.  | 27 марта 1995   | Хилтон-Хед-Айленд, США   | Грунт    | Манон Боллеграф | Джиджи Фернандес Наталья Зверева      | 0-6 6-3 6-4    |
| 5.  | 10 апреля 1995  | Хьюстон, США             | Грунт    | Манон Боллеграф | Вильтруд Пробст Рене Симпсон          | 6-4 6-2        |
| 6.  | 2 октября 1995  | Цюрих, Швейцария         | Ковёр(i) | Манон Боллеграф | Чанда Рубин Каролина Вис              | 6-4 6-7(4) 6-4 |
| 7.  | 30 октября 1995 | Квебек, Канада           | Хард(i)  | Манон Боллеграф | Лиза Реймонд Ренне Стаббс             | 7-6(6) 4-6 6-2 |
| 8.  | 20 мая 1996     | Кубок мира среди пар     | Грунт    | Манон Боллеграф | Джиджи Фернандес Наталья Зверева      | 6-3 2-6 7-6(6) |
| 9.  | 7 октября 1996  | Фильдерштадт, Германия   | Хард(i)  | Яна Новотна     | Мартина Хингис Хелена Сукова          | 6-2 6-3        |
| 10. | 17 февраля 1997 | Ганновер, Германия       | Ковёр(i) | Манон Боллеграф | Лариса Савченко Бренда Шульц-Маккарти | 4-6 6-3 7-6(4) |
| 11. | 5 мая 1997      | Рим, Италия              | Грунт    | Манон Боллеграф | Кончита Мартинес Патрисия Тарабини    | 6-2 6-4        |
| 12. | 21 мая 1997     | Кубок мира среди пар (2) | Грунт    | Манон Боллеграф | Рэйчел Маккуиллан Нана Мияги          | 6-1 3-6 7-5    |
| 13. | 18 августа 1997 | Атланта, США             | Хард     | Манон Боллеграф | Александра Фусаи Натали Тозья         | 6-7(5) 6-3 6-2 |
| 14. | 8 января 2001   | Канберра, Австралия      | Хард     | Ай Сугияма      | Нанни де Вильерс Аннабель Эллвуд      | 6-4 7-6(2)     |
| 15. | 5 марта 2001    | Индиан-Уэллс, США        | Хард     | Ай Сугияма      | Вирхиния Руано Паскуаль Паола Суарес  | 6-4 6-4        |
| 16. | 31 декабря 2001 | Окленд, Новая Зеландия   | Хард     | Лизель Хубер    | Квета Грдличкова Генриета Надьова     | 7-5 6-4        |

##### Поражения (15)
| №   | Дата             | Турнир                 | Покрытие | Партнёрша         | Соперницы в финале               | Счёт           |
| 1.  | 19 августа 1991  | Скенектади, США        | Хард     | Шэннан Маккарти   | Рэйчел Маккуиллан Клаудиа Порвик | 2-6 4-6        |
| 2.  | 19 апреля 1993   | Куала-Лумпур, Малайзия | Хард(i)  | Кристин Редфорд   | Патти Фендик Мередит Макграт     | 4-6 6-7(2)     |
| 3.  | 18 апреля 1994   | Сингапур               | Хард     | Кристин Редфорд   | Патти Фендик Мередит Макграт     | 4-6 1-6        |
| 4.  | 3 апреля 1995    | Амелия-Айленд, США     | Грунт    | Манон Боллеграф   | Аманда Кётцер Инес Горрочатеги   | 2-6 6-3 2-6    |
| 5.  | 14 октября 1996  | Цюрих, Швейцария       | Ковёр(i) | Наталья Зверева   | Мартина Хингис Хелена Сукова     | 5-7 4-6        |
| 6.  | 11 ноября 1996   | Филадельфия, США       | Ковёр(i) | Лори Макнил       | Лиза Реймонд Ренне Стаббс        | 4-6 6-3 3-6    |
| 7.  | 7 апреля 1997    | Амелия-Айленд, США (2) | Грунт    | Манон Боллеграф   | Линдсей Дэвенпорт Яна Новотна    | 3-6 0-6        |
| 8.  | 23 июня 1997     | Уимблдон               | Трава    | Манон Боллеграф   | Джиджи Фернандес Наталья Зверева | 2-6 6-3 1-6    |
| 9.  | 11 августа 1997  | Торонто, Канада        | Хард     | Манон Боллеграф   | Яюк Басуки Каролина Вис          | 6-3 5-7 4-6    |
| 10. | 20 марта 2000    | Майами, США            | Хард     | Манон Боллеграф   | Жюли Алар-Декюжи Ай Сугияма      | 6-4 5-7 4-6    |
| 11. | 1 мая 2000       | Гамбург, Германия      | Грунт    | Манон Боллеграф   | Анна Курникова Наталья Зверева   | 7-6(5) 2-6 4-6 |
| 12. | 13 ноября 2000   | Chase Championships    | Ковёр(i) | Манон Боллеграф   | Мартина Хингис Анна Курникова    | 2-6 3-6        |
| 13. | 23 июля 2001     | Станфорд, США          | Хард     | Каролина Вис      | Джанет Ли Винна Пракуся          | 6-3 3-6 3-6    |
| 14. | 6 августа 2001   | Манхеттен-Бич, США     | Хард     | Каролина Вис      | Кимберли По Натали Тозья         | 3-6 5-7        |
| 15. | 10 сентября 2001 | Байя, Бразилия         | Хард     | Патрисия Тарабини | Аманда Кётцер Лори Макнил        | 7-6(8) 2-6 4-6 |

##### Несыгранные финалы (1)
| №  | Дата         | Турнир                  | Покрытие | Партнёрша       | Соперницы в финале        |
| 1. | 16 июня 1997 | Истборн, Великобритания | Трава    | Манон Боллеграф | Лори Макнил Хелена Сукова |

#### Финалы турнировITFв парном разряде (9)

##### Победы (8)
| №  | Дата            | Турнир                     | Покрытие | Партнёрша          | Соперницы в финале               | Счёт        |
| 1. | 11 июня 1990    | Леди-Лейк, США             | Грунт    | Кэй Лоутян         | Мики Мидзокути Сихо Окада        | 6-2 6-4     |
| 2. | 27 мая 1991     | Санибель-Айленд, США       | Хард     | Джиллиан Александр | Карен Гальего Сьюзан Гилчрист    | 4-6 6-4 6-3 |
| 3. | 20 июля 1992    | Дармштадт, Германия        | Грунт    | Тина Крижан        | Аноушка Попп Сандра Вехтершаузер | 6-2 6-1     |
| 4. | 10 августа 1992 | Йорк, США                  | Хард     | Шэннан Маккарти    | Даниэлла Джонс Тесса Прайс       | 6-3 6-3     |
| 5. | 5 октября 1992  | Ливуд, США                 | Хард     | Акико Гуден        | Рэйчел Энн Дженсен Стефани Рис   | 6-3 6-1     |
| 6. | 12 мая 1997     | Ле-Туке-Пари-Плаж, Франция | Грунт    | Магали Ламарре     | Лусиана Масанте Вероника Стеле   | 6-2 6-3     |
| 7. | 11 октября 1999 | Ларго, США                 | Хард     | Нана Мияги         | Франческа Лубьяни Саманта Ривз   | 6-2 6-3     |
| 8. | 18 октября 1999 | Нэшвилл, США               | Хард     | Кэти Шлюкбир       | Юка Ёсида Синобу Асагоэ          | 6-1 7-6(5)  |

##### Несыгранные финалы (1)
| №  | Дата        | Турнир          | Покрытие | Партнёрша          | Соперницы в финале |
| 1. | 3 июня 1991 | Ки-Бискейн, США | Хард     | Джиллиан Александр | н/д                |

### Выступления в смешанном парном разряде

#### Финалы турниров Большого шлема в смешанном парном разряде (2)

##### Поражения (2)
| №  | Дата | Турнир          | Покрытие | Партнёр     | Соперницы в финале                   | Счёт        |
| 1. | 1996 | Australian Open | Хард     | Люк Дженсен | Лариса Савченко-Нейланд Марк Вудфорд | 6-4 5-7 0-6 |
| 2. | 1996 | Roland Garros   | Грунт    | Люк Дженсен | Патрисия Тарабини Хавьер Франа       | 2-6 2-6     |

## История выступлений на турнирах

### Парные турниры
| Турнир                 | 1991  | 1992  | 1993  | 1994  | 1995  | 1996  | 1997  | 1999          | 2000          | 2001          | 2002          | 2003          | Итог   | В/П за карьеру |
| ---------------------- | ----- | ----- | ----- | ----- | ----- | ----- | ----- | ------------- | ------------- | ------------- | ------------- | ------------- | ------ | -------------- |
| Турниры Большого Шлема |       |       |       |       |       |       |       |               |               |               |               |               |        |                |
| Australian Open        | -     | 2Р    | 1Р    | 3Р    | 2Р    | 1/2   | 1/4   | 1/4           | 1Р            | 1/2           | 3Р            | -             | 0 / 10 | 19-10          |
| Roland Garros          | -     | -     | -     | -     | 1/2   | 1/4   | 1/4   | 2Р            | 3Р            | 1/4           | 1/2           | 2Р            | 0 / 8  | 20-8           |
| Уимблдон               | -     | 1Р    | 1Р    | 1/2   | 1/4   | 3Р    | Ф     | 1/4           | 2Р            | 2Р            | 2Р            | 1Р            | 0 / 11 | 20-11          |
| US Open                | 1Р    | -     | 1Р    | 3Р    | 2Р    | 1/4   | 1/2   | 1/4           | 1Р            | 1Р            | 2Р            | -             | 0 / 10 | 14-10          |
| Итог                   | 0 / 1 | 0 / 2 | 0 / 3 | 0 / 3 | 0 / 4 | 0 / 4 | 0 / 4 | 0 / 4         | 0 / 4         | 0 / 4         | 0 / 4         | 0 / 2         | 0 / 40 |                |
| В/П в сезоне           | 0-1   | 1-2   | 0-3   | 8-3   | 9-4   | 11-4  | 15-4  | 10-4          | 3-4           | 7-4           | 8-4           | 1-2           |        | 73-39          |
| Итоговый чемпионат WTA |       |       |       |       |       |       |       |               |               |               |               |               |        |                |
| Итоговый чемпионат WTA | -     | -     | -     | -     | 1/2   | -     | 1/2   | -             | Ф             | -             | 1/4           | -             | 0 / 4  | 4-4            |
| Кубок мира среди пар   | -     | -     | -     | -     | 1/4   | П     | П     | Не проводился | Не проводился | Не проводился | Не проводился | Не проводился | 2 / 3  | 6-1            |